# گنزاگا، لمباردی
گنزاگاردی، لمباردی (به ایتالیایی: Gonzaga, Lombardy) یک کومونه در ایتالیا است که در استان منتووا واقع شده‌است.

## خصوصیات
گنزاگاردی ۴۹٫۸ کیلومترمربع مساحت و ۸٬۵۹۱ نفر جمعیت دارد.

## خواهرخوانده
شهرهای بوریود و چیواته خواهرخوانده‌های گنزاگاردی، لمباردی هستند.